# Melden
Die Melden (Atriplex) sind eine Pflanzengattung innerhalb der Familie der Fuchsschwanzgewächse (Amaranthaceae). Mit etwa 300 Arten ist dies die artenreichste Gattung dieser Familie.

## Beschreibung

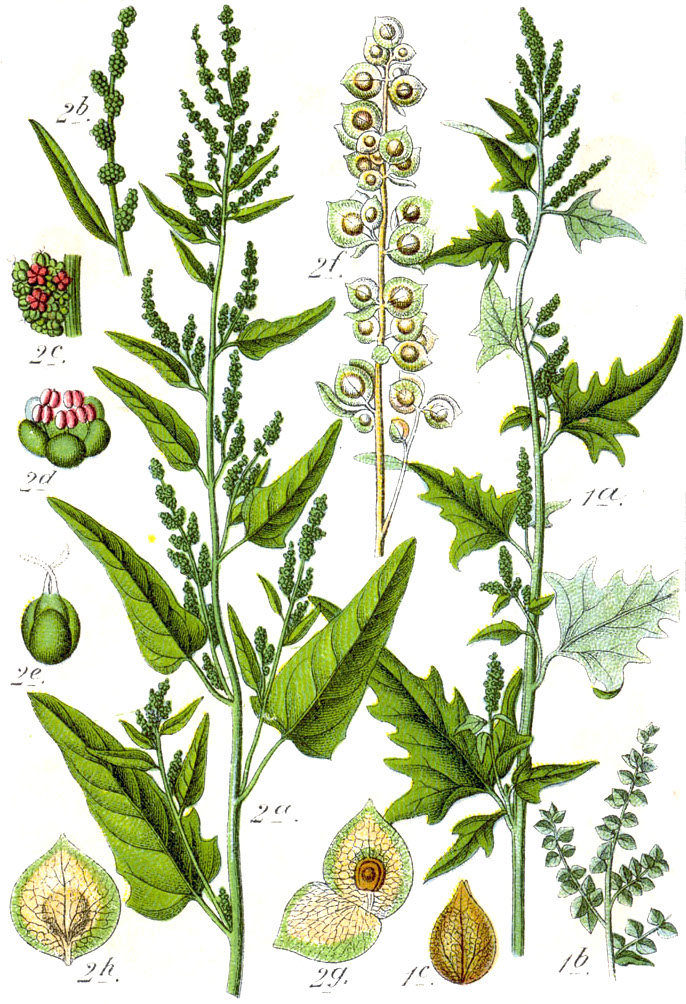
Atriplex Sektion Atriplex:
Illustration - links Garten-Melde (Atriplex hortensis),
- rechts Glanz-Melde (Atriplex sagittata)

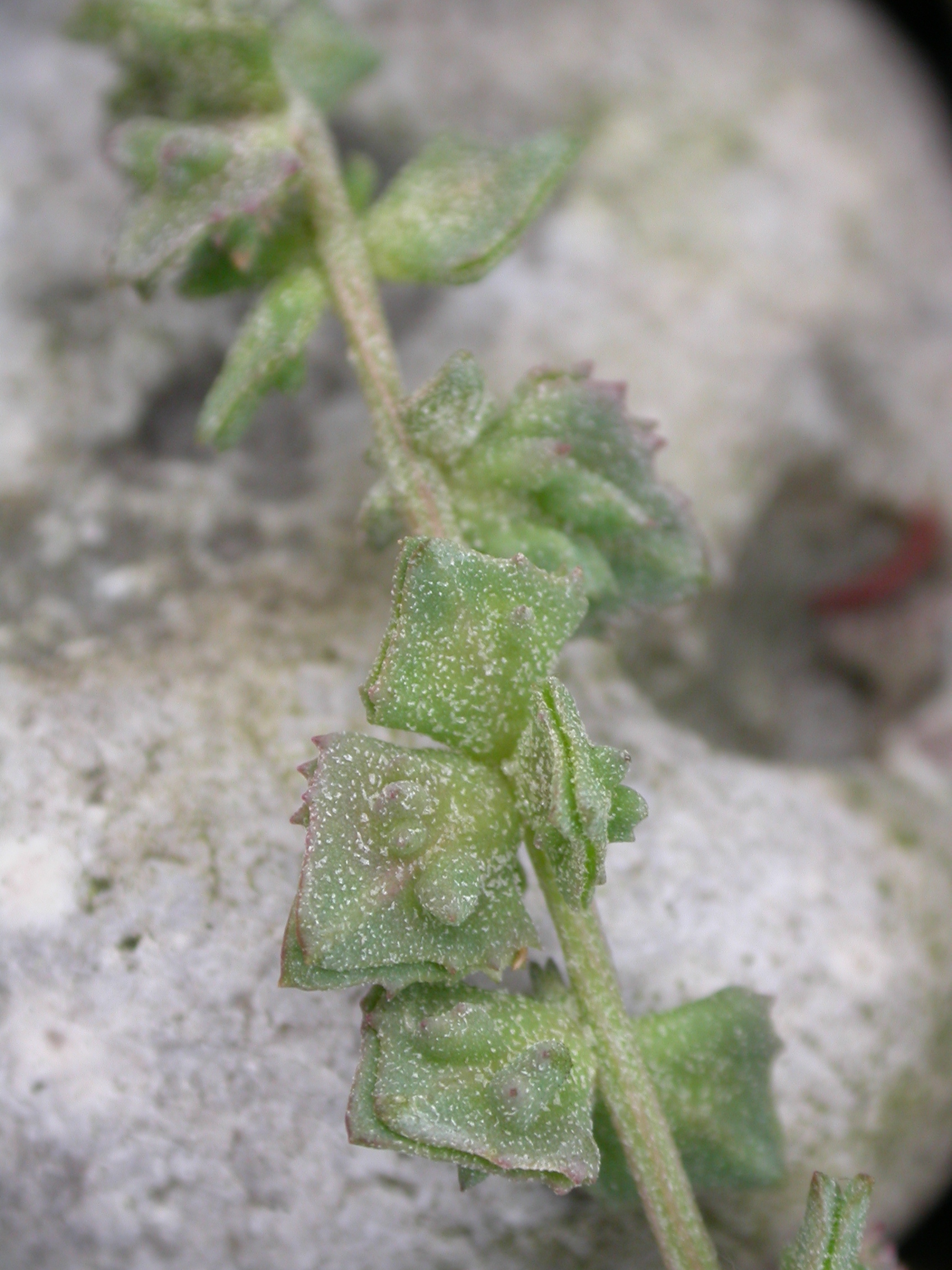
Kahle Melde (Atriplex glabriuscula), Vorblätter der weiblichen Blüten

### Vegetative Merkmale
Die Atriplex-Arten sind einjährige oder ausdauernde krautige Pflanzen, seltener auch Halbsträucher oder Sträucher. Oft sind die Pflanzenteile behaart mit Blasenhaaren, die zusammenfallen und die Oberfläche bemehlt oder silbrig wirken lassen, seltener kommen auch verlängerte Haare (Trichome) vor.
Die sitzenden oder gestielten Laubblätter sind meist wechselständig, selten gegenständig am Stängel angeordnet. Die Laubblätter werden oft spät abgeworfen oder überdauern. Die flachen, oft etwas fleischigen Blattspreiten sind gezähnt, gelappt oder seltener ganzrandig. Die Form der Blattspreite ist sehr variabel, selbst an ein und demselben Pflanzenexemplar.

### Blütenstände und Blüten
In ährigen oder ährigen rispigen Blütenstände befinden sich die eingeschlechtigen Blüten in Knäueln in der Achsel von Tragblättern. Manche Arten sind einhäusig getrenntgeschlechtig (monözisch), andere sind zweihäusig getrenntgeschlechtig (diözisch). Die männlichen Blüten (ohne Vorblätter) enthalten je drei bis fünf länglich-eiförmige Blütenhüllblätter (Tepalen) und drei bis fünf Staubblätter, deren Staubfäden unten verbunden sind. Gelegentlich ist ein rudimentärer Fruchtknoten vorhanden. Die weiblichen Blüten werden umgeben von zwei blattartigen Vorblättern mit freien oder teilweise verbundenen Rändern. Ihre Form ist sehr variabel und häufig tragen sie Anhänge. Den weiblichen Blüten fehlen meist Blütenhüllblätter, bei wenigen Arten sind (selten eines) drei bis fünf Tepalen vorhanden. Der eiförmige oder kugelige Fruchtknoten trägt zwei pfriemliche oder fadenförmige Narben.

### Früchte und Samen
Zur Fruchtzeit vergrößern sich die Vorblätter etwas und können verdicken, Anhänge entwickeln oder bei einigen Arten schwammartig werden.  Die Frucht bleibt von den Vorblättern umschlossen, ohne mit diesen zu verwachsen. Die Fruchtwand liegt dem Samen dicht an. Der abgeflachte Same steht meist vertikal (mit Ausnahme von Sektion Atriplex). Die dicke Samenschale ist ledrig oder verhärtet. Der ringförmige Embryo umgibt das Nährgewebe, seine Wurzel kann nach oben, unten oder seitlich zeigen. Einige einjährige Arten entwickeln mehrere Samenformen (Heterospermie).

### Chromosomensätze
Die Chromosomengrundzahl bei Atriplex beträgt x = 9. Als einzige Ausnahme besitzt Atriplex lanfrancoi eine Chromosomengrundzahl von x = 10.

### Photosyntheseweg und Blattanatomie
Einige als ursprünglich angesehene Melden-Arten sind C3-Pflanzen mit normaler Blattanatomie.
Die meisten Arten sind jedoch C4-Pflanzen. Sie besitzen die typische „atriplicoid“ genannte Blattanatomie mit einer Reihe von Bündelscheidenzellen rund um jedes Leitbündel und radial angeordneten Palisadenzellen (Kranzanatomie). Bei der Variante „Atriplex halimus-Typ“ ist unter der äußersten Zellschicht auch eine Hypodermis vorhanden, beim „Atriplex dimorphostegia-Typ“ fehlt eine Hypodermis.

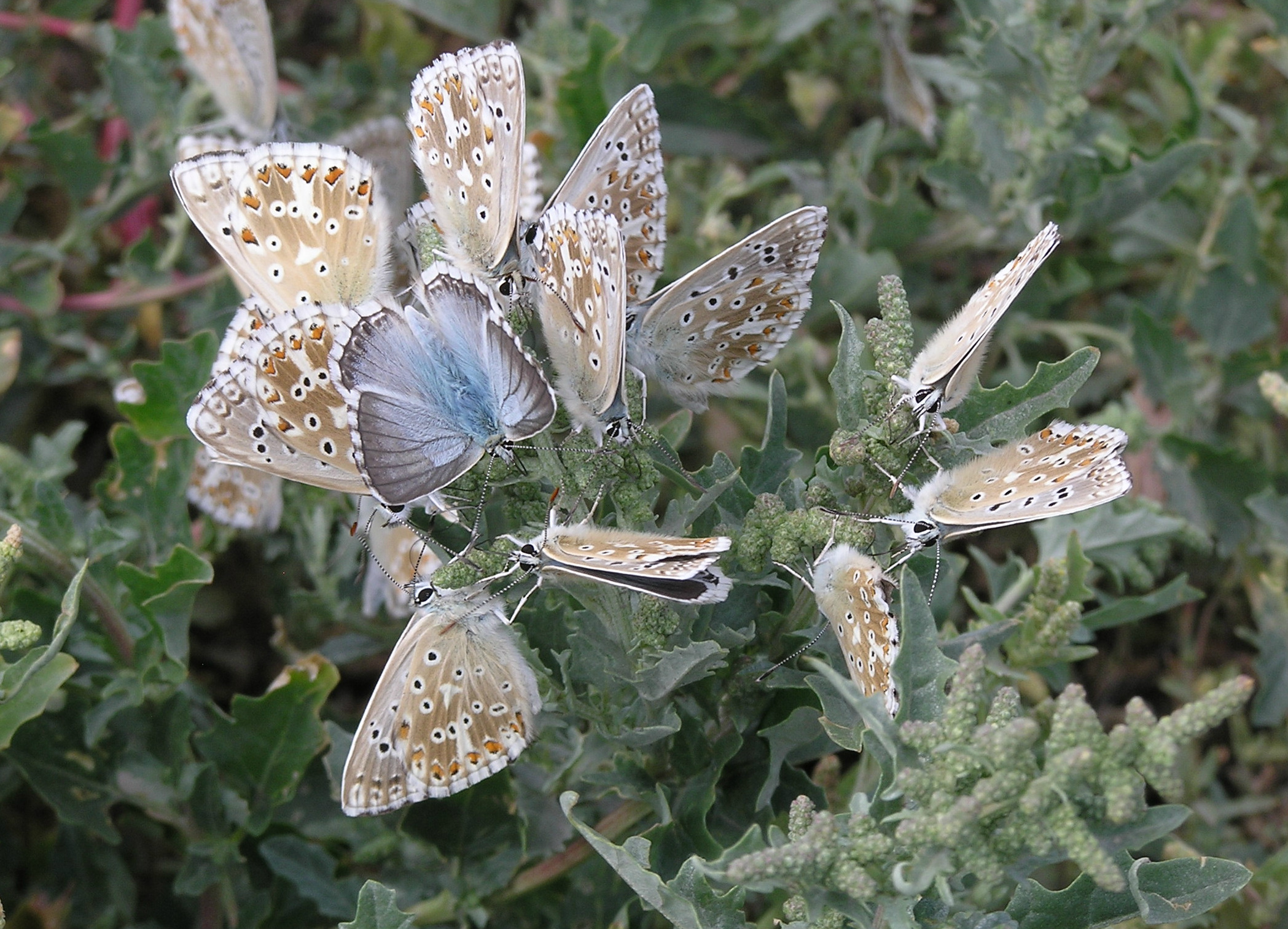
Tataren-Melde (Atriplex tatarica) mit Schmetterlingen (Silbergrüner Bläuling Polyommatus coridon)

## Ökologie
Die Melden-Arten sind Nahrungspflanzen für die Raupen zahlreicher Schmetterlinge (Lepidoptera). Zu den monophagen Arten, die nur an Atriplex-Arten fressen, gehören beispielsweise die Miniersackträger Coleophora crassicornella, Coleophora moeniacella, Coleophora plurifoliella, Coleophora serinipennella und Coleophora vestianella. Auch die Meldenflureule (Discestra trifolii), Gänsefuß-Blütenspanner und der Ampfer-Spanner nutzen die Melden als Nahrung. In der HOSTS-Datenbank sind 125 Einträge von Schmetterlingsarten an Atriplex aufgeführt.

## Verbreitung und Evolution
Die Melden-Arten sind fast in der gesamten Welt verbreitet, von subtropischen über die gemäßigten bis zu subarktischen Regionen. Die größten Artenzahlen werden in Australien, Nordamerika, Südamerika und Eurasien erreicht. Viele Arten sind Halophyten und an trockene Lebensräume mit salzigen Böden angepasst.
Nach phylogenetischen Untersuchungen von Kadereit et al. 2010 ist die Gattung Atriplex im mittleren Miozän entstanden. Der C4-Photosyntheseweg entwickelte sich vor mindestens 14,1 bis 10,9 Millionen Jahren. Da im Miozän das Klima zunehmend trockener wurde, waren die C4-Pflanzen mit ihrem sparsameren Wasserverbrauch im Vorteil. Die C4-Abstammungslinien entfalteten sich zu zahlreichen Sippen und breiteten sich weltweit auf die verschiedenen Kontinente aus.
Australien wurde im späten Miozän zweimal erreicht: das erste Mal von Eurasien oder Amerika aus vor etwa 9,8 bis 7,8 Millionen Jahren. Die zweite Einwanderung erfolgte aus Zentralasien vor etwa 6,3 bis 4,8 Millionen Jahren, aus diesen Vorfahren entwickelten sich im Pliozän die meisten australischen Atriplex-Arten. Gemeinsam mit dem Kurzschnauzenkänguru Procoptodon goliah, für welches Atriplex die Hauptnahrung war, drangen sie in die entstehenden Trockengebiete Australiens vor.
In der Neuen Welt erschien die Gattung Atriplex vor etwa 9,8 bis 8,8 Millionen Jahren. Die Besiedlung ist wahrscheinlich von Eurasien aus erfolgt, so dass zuerst Nordamerika und von dort aus auch Südamerika erreicht wurde.
In Deutschland kommen nach Uotila 2011 folgende 18 Arten vor:
- Aucher-Melde (Atriplex aucheri Moq.)
- Pfeilblättrige Melde (Atriplex calotheca (Rafn) Fries):
- Kahle Melde (Atriplex glabriuscula Edmondston)
- Gartenmelde (Atriplex hortensis L.)
- Binnenland-Melde (Atriplex intracontinentalis Sukhor.)
- Gelappte Melde (Atriplex laciniata L.)
- Strand-Melde (Atriplex littoralis L.)
- Stiel-Melde (Atriplex longipes Drejer)
- Verschiedensamige Melde (Atriplex micrantha Ledeb.)
- Langblättrige Melde (Atriplex oblongifolia Waldst. & Kit.)
- Spreizende Melde (Atriplex patula L.)
- Frühe Melde (Atriplex praecox Hülph.)
- Spieß-Melde (Atriplex prostrata DC.)
- Rosen-Melde (Atriplex rosea L.)
- Glanz-Melde (Atriplex sagittata Borkh.)
- Atriplex sibirica L.
- Atriplex sphaeromorpha Iljin
- Tataren-Melde (Atriplex tatarica L.).

## Systematik

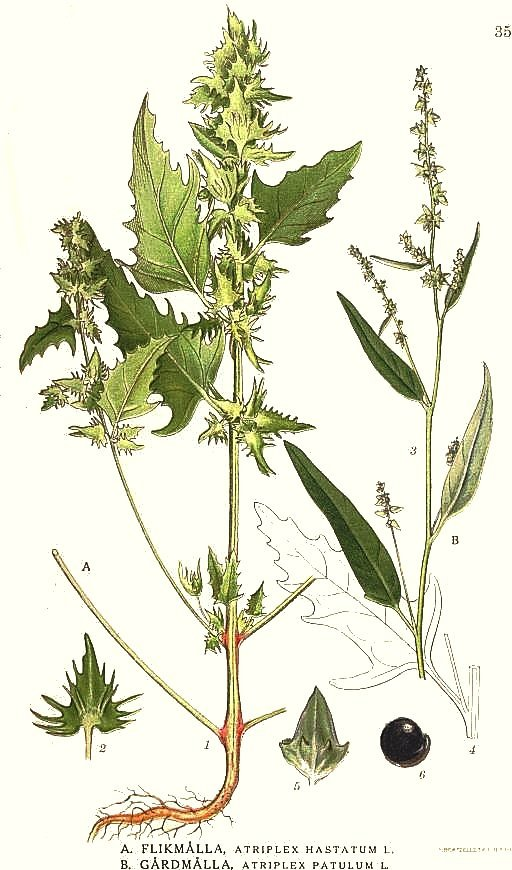
Atriplex Sektion Teutliopsis:
links Pfeilblättrige Melde (Atriplex calotheca), Illustration
rechts Spreizende Melde (Atriplex patula), Illustration

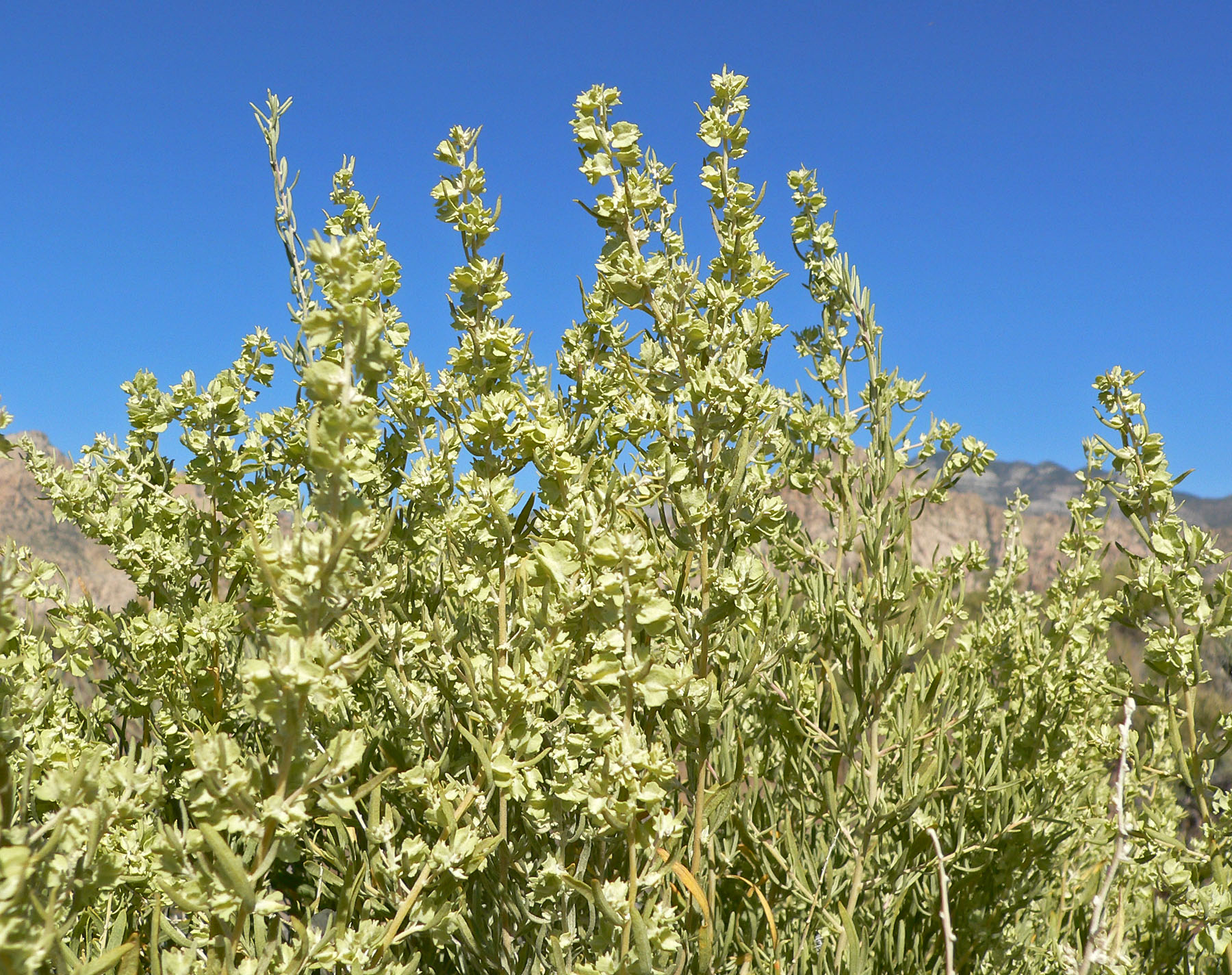
Atriplex canescens

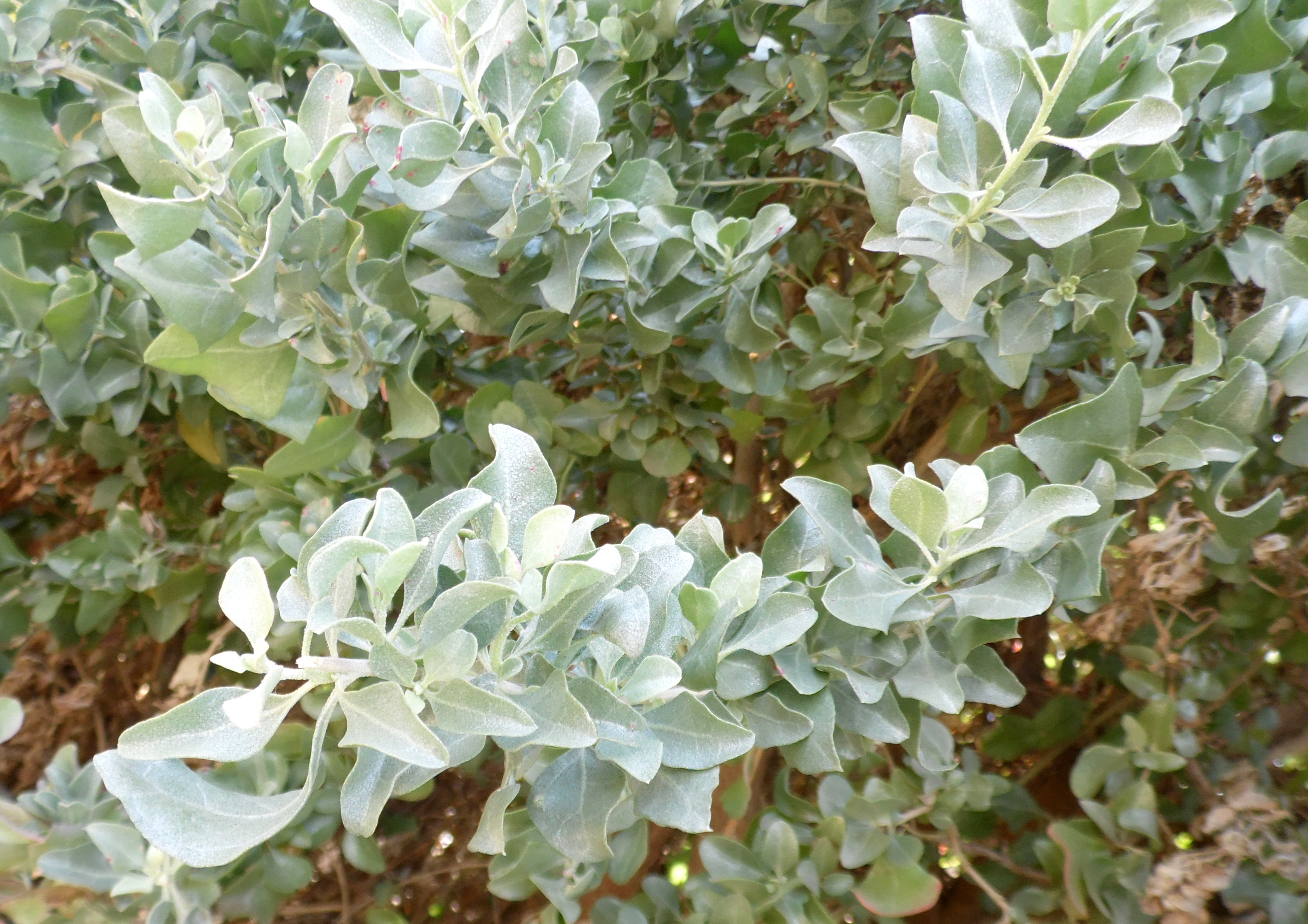
Strauch-Melde (Atriplex halimus)

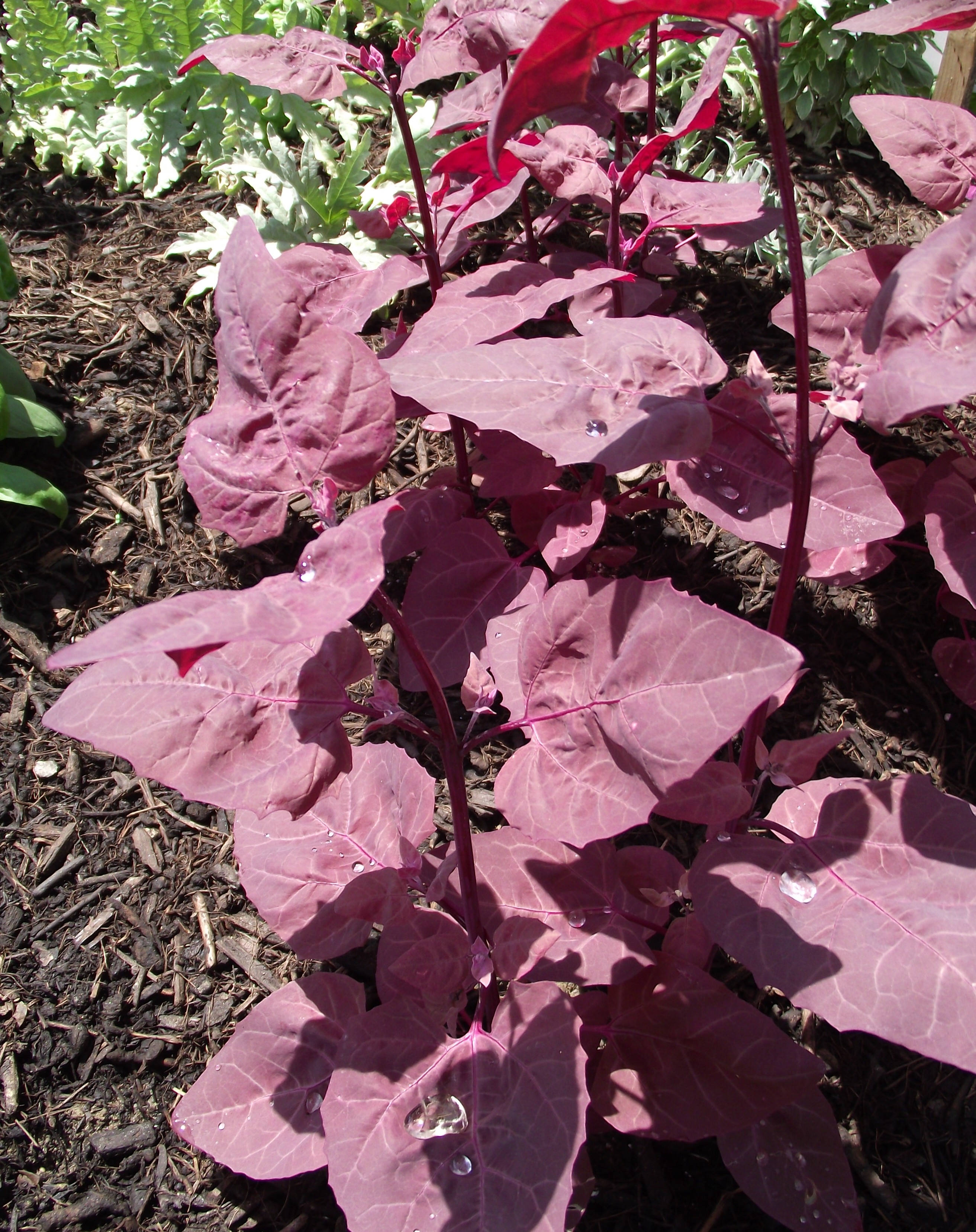
Garten-Melde (Atriplex hortensis)

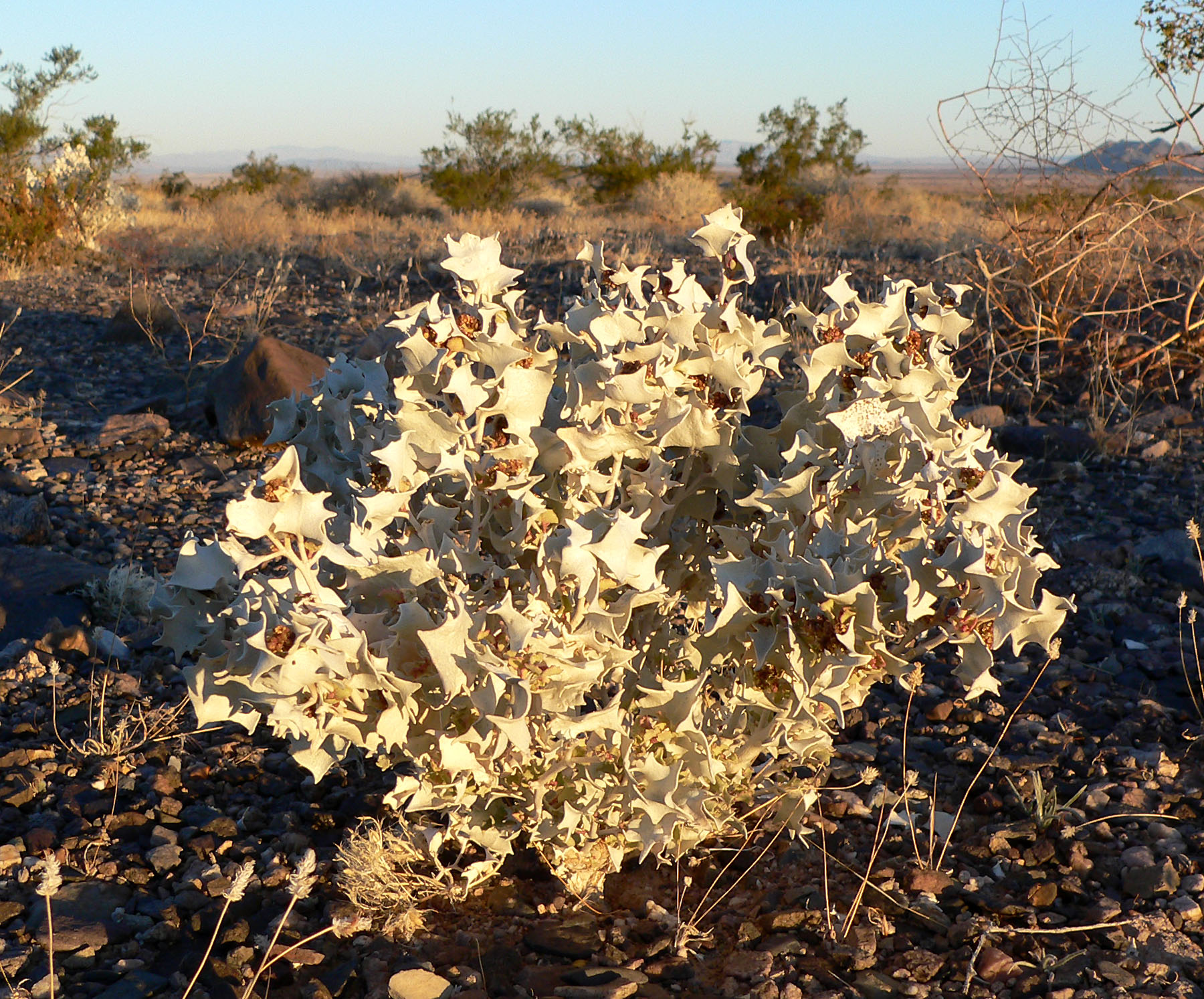
Atriplex hymenelytra

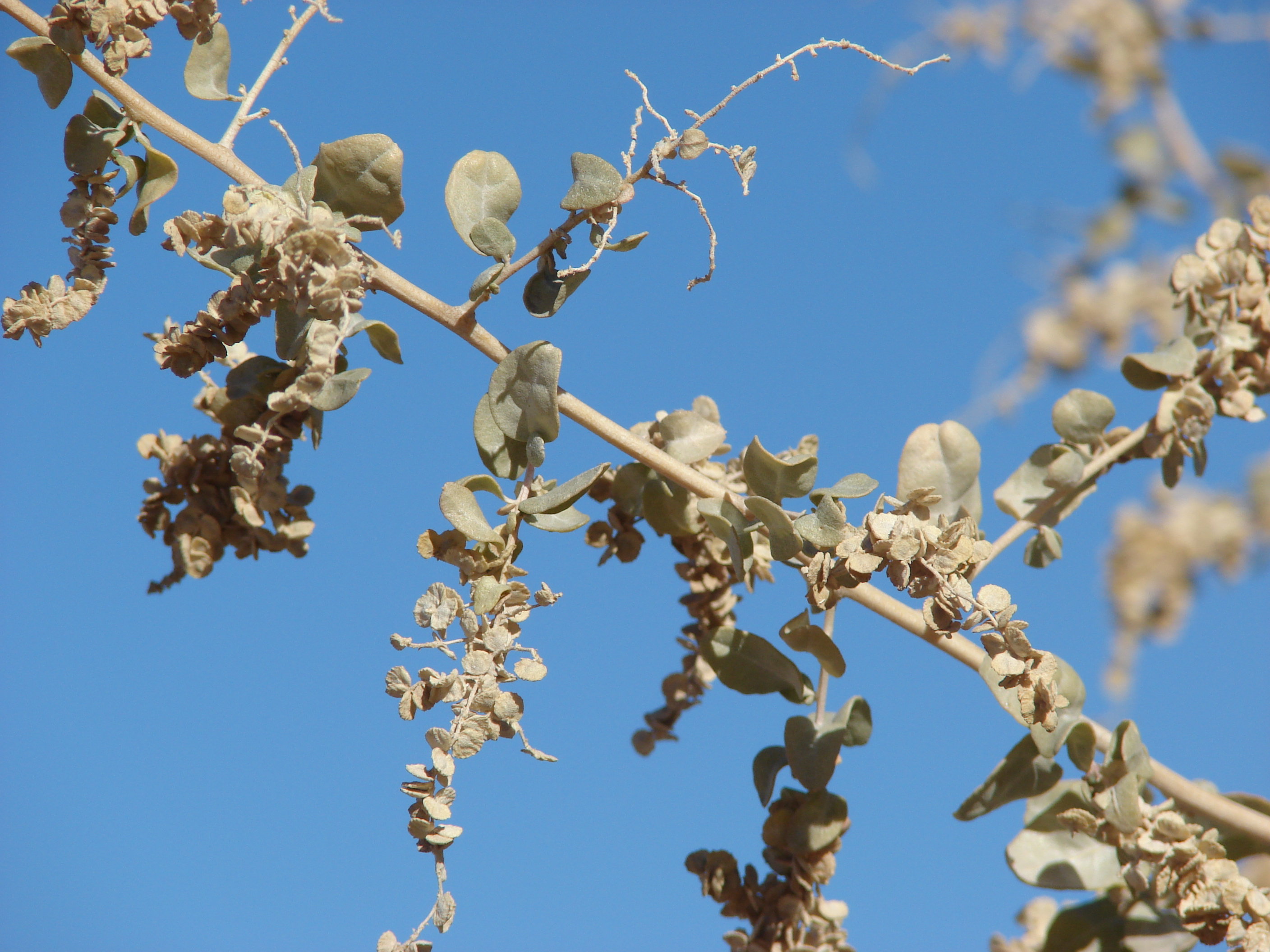
Atriplex lentiformis

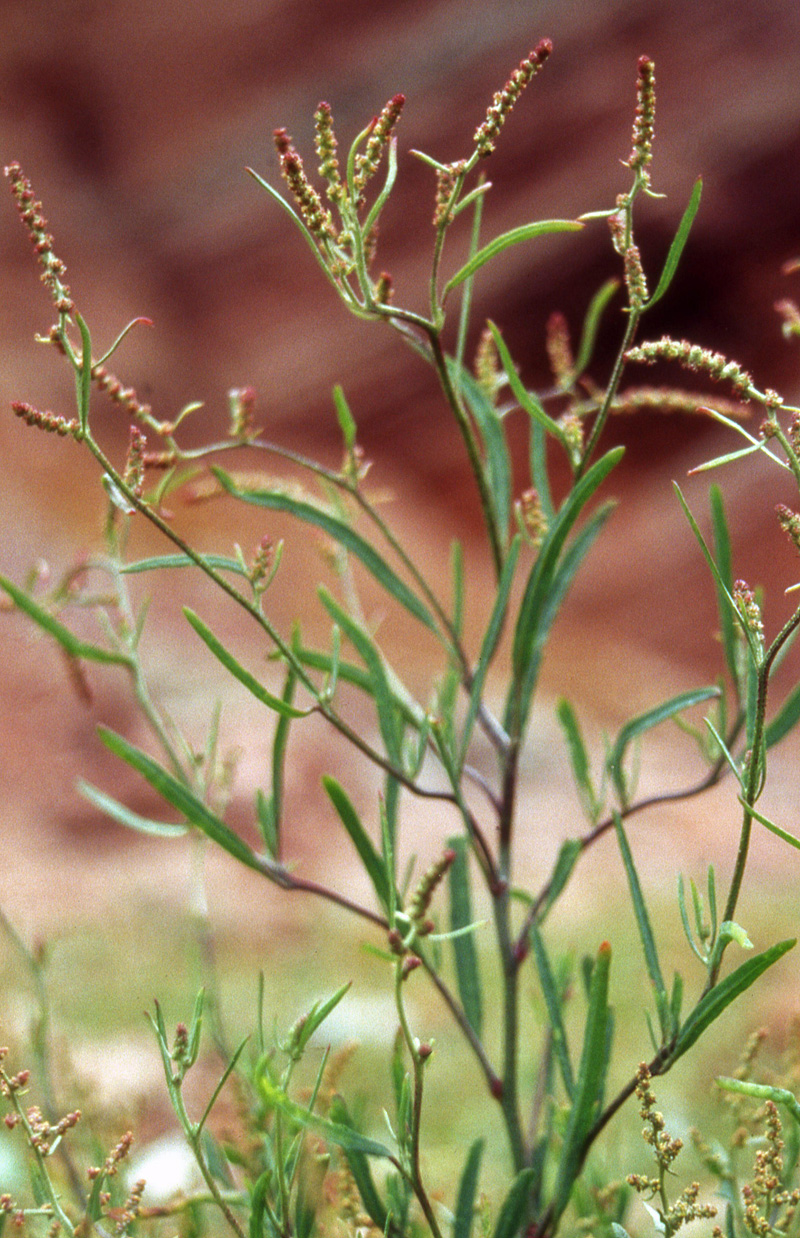
Strand-Melde (Atriplex littoralis) von Helgoland

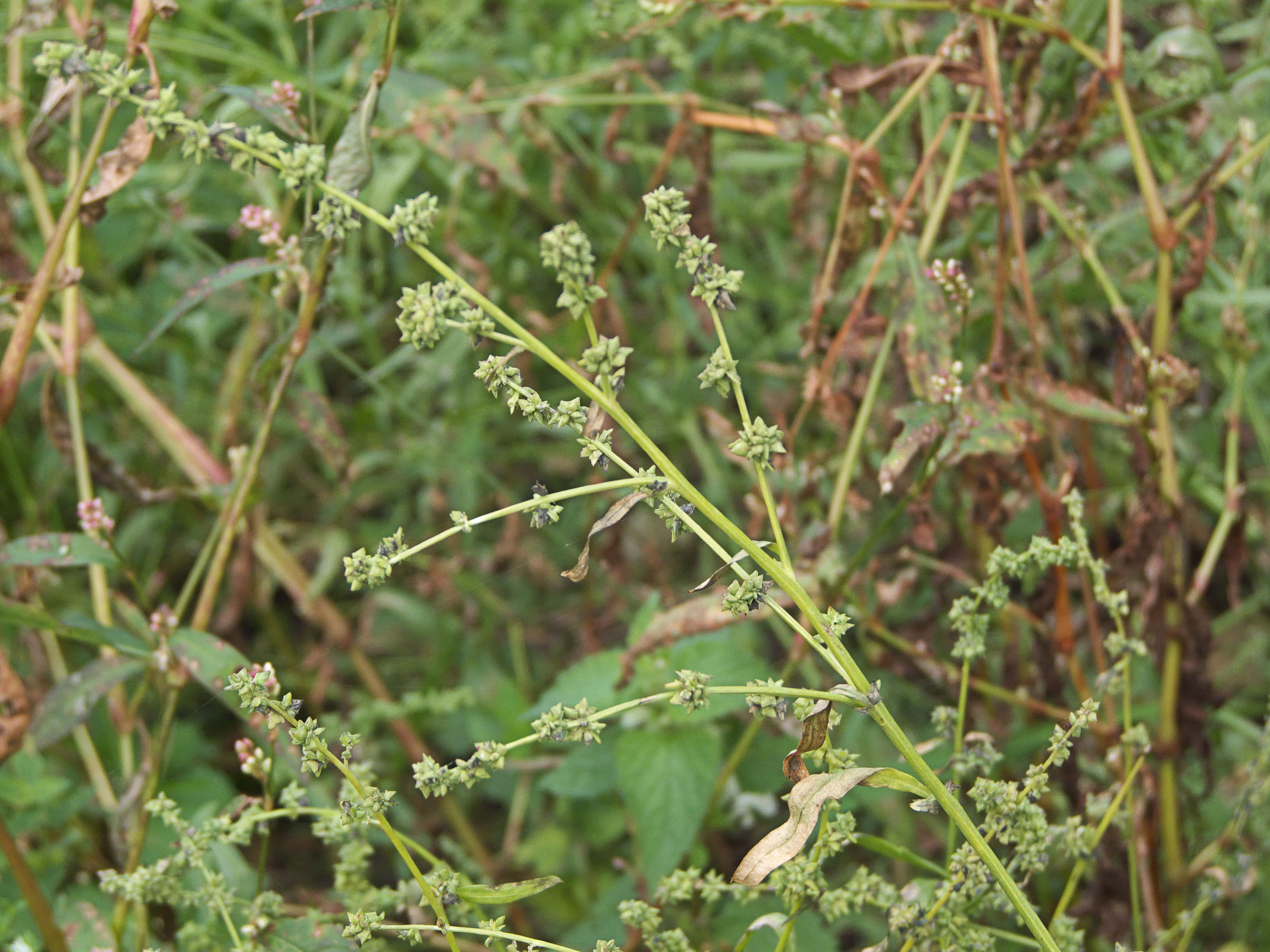
Spreizende Melde (Atriplex patula)

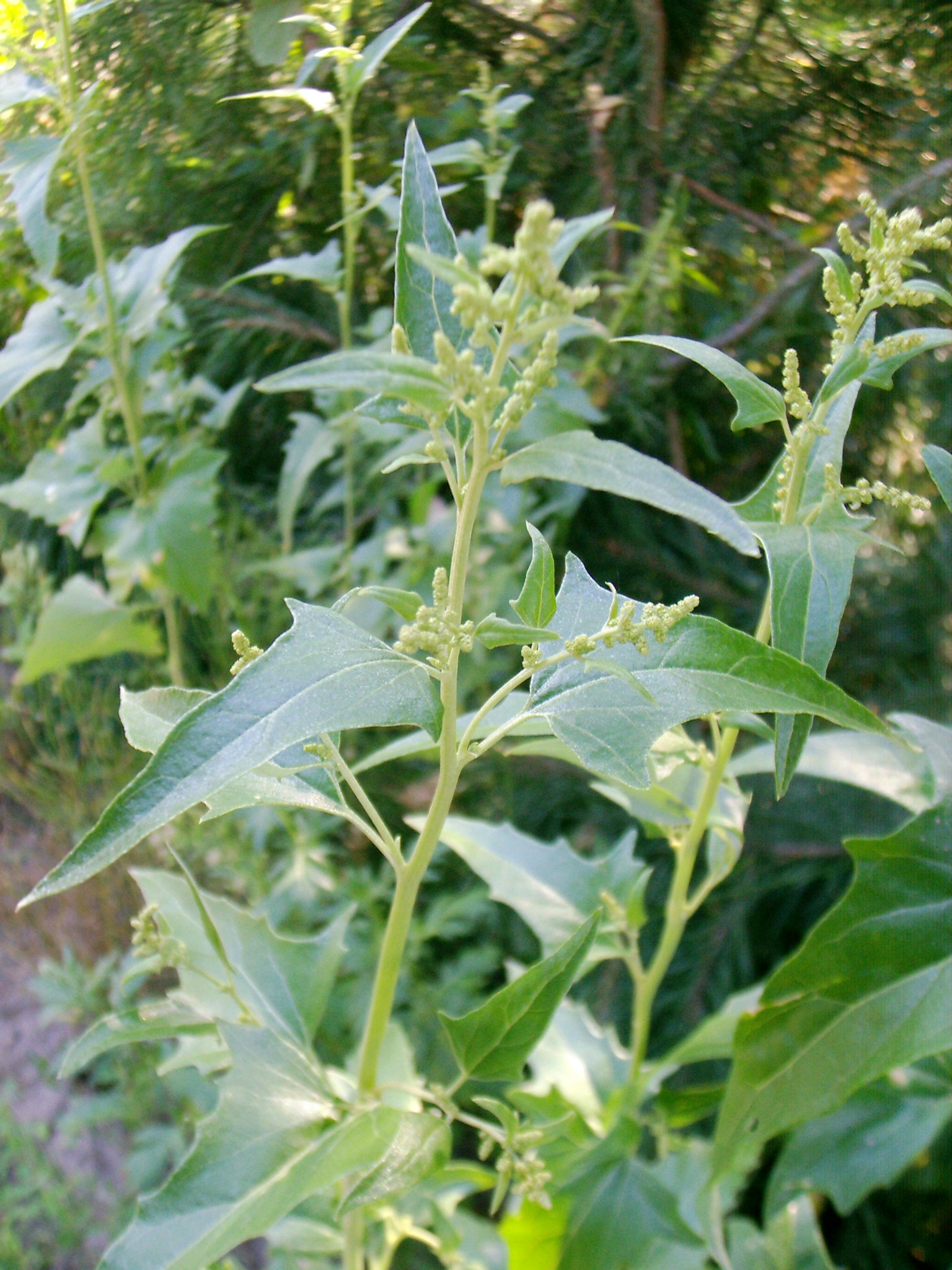
Glanz-Melde (Atriplex sagittata)

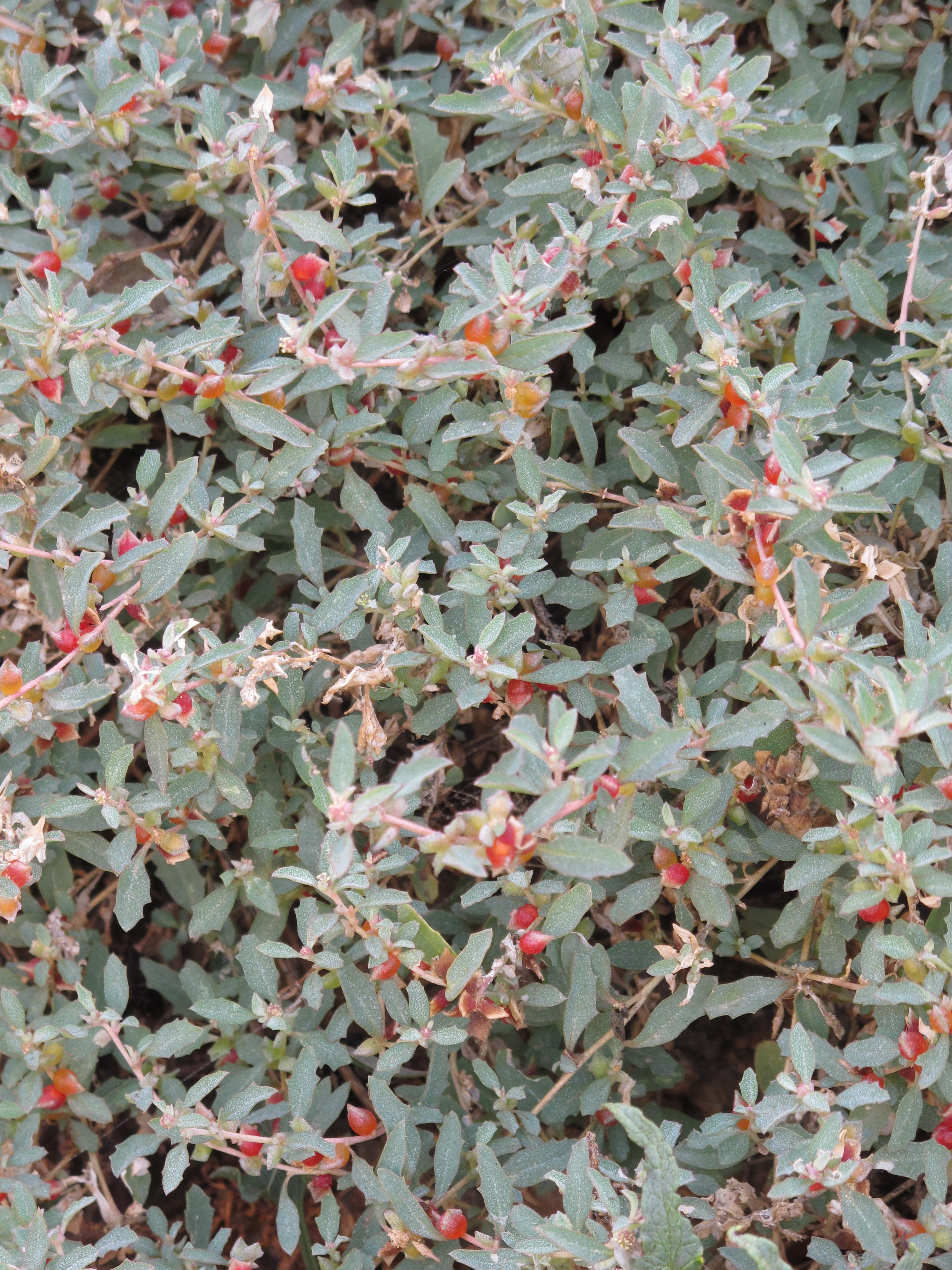
Atriplex semibaccata

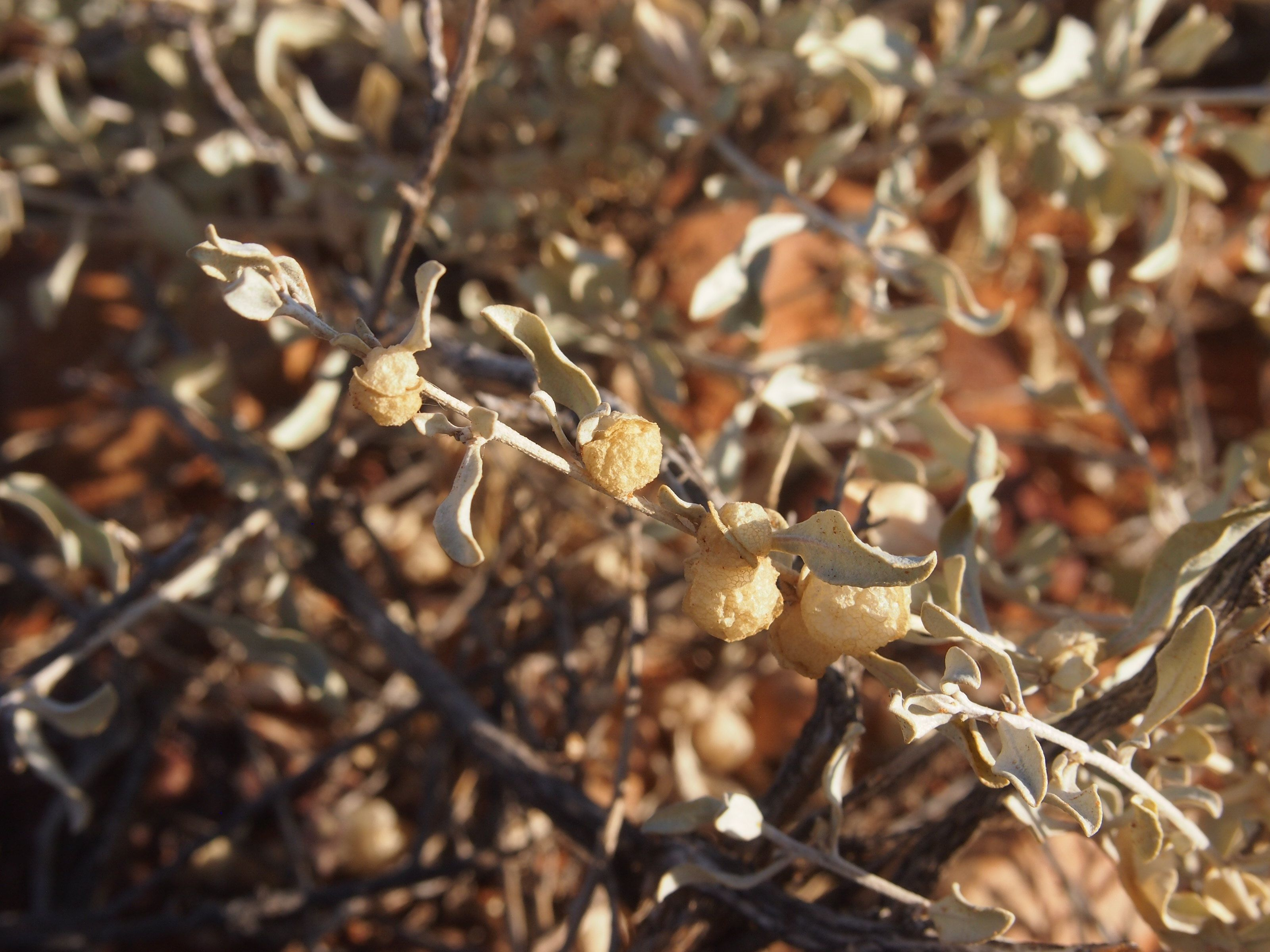
Atriplex vesicaria

Die Gattung Atriplex gehört zur Tribus Atripliceae in der Unterfamilie Chenopodioideae innerhalb der Familie der Fuchsschwanzgewächse (Amaranthaceae). In dieser Familie sind inzwischen die Gänsefußgewächse (Chenopodiaceae) enthalten.
Die Gattung Atriplex wurde 1753 durch Carl von Linné in Species Plantarum, Tomus II, S. 1052–1054. aufgestellt. Als Typusart (Lectotypus) wurde später Atriplex hortensis L. ausgewählt.
Atriplex L. enthält die früheren Gattungen Blackiella Aellen, Cremnophyton Brullo & Pavone, Haloxanthium Ulbr., Morrisiella Aellen, Neopreissia Ulbr., Obione Gaertner, Pachypharynx Aellen, Senniella Aellen und Theleophyton (Hook. f.) Moq. Nicht mehr zu den Melden gestellt werden inzwischen die Keilmelden (Halimione), die als eigene Gattung anerkannt werden.
Die Gattung Atriplex ist besonders artenreich und umfasst etwa 300 Arten. Diese lassen sich zu mehreren Verwandtschaftsgruppen (Claden) zusammenfassen, die nur teilweise mit den bestehenden Sektionen übereinstimmen:
- Atriplex lanfrancoi/cana-Clade: Diese zwei Arten sind vermutlich Relikte einer frühen Entwicklungslinie:
  - Atriplex lanfrancoi (Brullo & Pavone) G.Kadereit et Sukhor. (Syn.: Cremnophyton lanfrancoi Brullo & Pavone) ist ein Strauch, der auf Kalkklippen in Malta und Gozo wächst.
  - Atriplex cana C.A.Mey. ist ein Halbstrauch, der vom östlichen Teil des europäischen Russland bis West-China vorkommt. Er besiedelt lehmig-salzige Boden in Halbwüsten.
- Atriplex Sektion Atriplex ist eine Gruppe von einjährigen Arten mit C3-Photosynthese. Sie besitzen große spießförmige Blätter und häufig zwei Typen weiblicher Blüten, die entweder Vorblätter oder Tepalen aufweisen:
  - Aucher-Melde (Atriplex aucheri Moq.): Sie ist in Osteuropa und Westasien verbreitet. In Deutschland kommt sie gelegentlich als eingeführte Adventivpflanze vor.
  - Garten-Melde (Atriplex hortensis L.): Sie stammt aus Asien und wird in Europa als Gemüse und Zierpflanze angebaut, wo sie häufig verwildert. Auch in Deutschland kommt sie vor.
  - Langblättrige Melde oder Langblatt-Melde (Atriplex oblongifolia Waldst. & Kit.): Sie ist in Eurasien verbreitet und in Deutschland heimisch.
  - Glanz-Melde (Atriplex sagittata Borkh., Syn.: Atriplex nitens Schkuhr): Sie ist verbreitet in Eurasien und in Deutschland heimisch.
- Atriplex Sektion Teutliopsis Dumort. umfasst einjährige C3-Pflanzen. Im Blütenstand sind männliche und weibliche Blüten nicht räumlich getrennt. Die weiblichen Blüten sind meist ohne Blütenhülle, ihre krautigen Vorblätter sind bis zur halben Länge verwachsen. Mit etwa 18 Arten in Europa, Asien, Afrika und Nordamerika:
  - Atriplex australasica Moq.: Sie kommt im südöstlichen Australien vor.[5]
  - Pfeilblättrige Melde (Atriplex calotheca (Rafn) Fr.); Sie ist in Nordeuropa verbreitet und in Deutschland heimisch.
  - Atriplex crassifolia Ledeb., aus Asien
  - Atriplex davisii Aellen: Sie kommt von Südosteuropa bis nach Ägypten vor.
  - Kahle Melde (Atriplex glabriuscula Edmondston): Sie ist in Mittel- und Nordeuropa verbreitet und in Deutschland heimisch.
  - Atriplex gmelinii C.A.Mey. ex Bong., aus Asien und Nordamerika
  - Atriplex intracontinentalis Sukhor.: Sie kommt von Mitteleuropa bis Asien vor und ist in Deutschland heimisch.
  - Atriplex laevis C.A.Mey.: Sie stammt aus Asien, eingeführt kommt sie auch in Osteuropa vor.
  - Atriplex latifolia Wahlenb., aus Eurasien
  - Strand-Melde (Atriplex littoralis L.): Sie ist in Eurasien und Nordafrika verbreitet und in Deutschland heimisch.
  - Stiel-Melde (Atriplex longipes Drejer): Diese nordeuropäische Art ist in Deutschland heimisch.
  - Verschiedensamige Melde (Atriplex micrantha C.A.Mey.): Die aus Asien stammende Art kommt eingeführt und verwildert in weiten Teilen Europas vor und hat sich in Deutschland in letzter Zeit insbesondere an Straßenrändern ausgebreitet.
  - Atriplex nudicaulis Boguslaw, aus Eurasien
  - Spreizende Melde oder Ruten-Melde, Spreizästige Melde (Atriplex patula L.): Sie ist weit verbreitet in Eurasien und Nordafrika und in Deutschland heimisch.
  - Frühe Melde (Atriplex praecox Hülph.):[6] Die nordeuropäische Art ist in Deutschland heimisch und kommt dort selten an der mecklenburgischen Küste vor[7]
  - Spieß-Melde oder Spießblättrige Melde (Atriplex prostrata Moq.): Sie ist ebenfalls weit verbreitet in Eurasien und Nordafrika und in Deutschland heimisch.
- C4-Atriplex-Clade: Diese Gruppe enthält die Mehrzahl aller Arten. Die bisherige Untergliederung in Sektionen (Sektion Obione, Sektion Pterochiton, Sektion Psammophila, Sektion Sclerocalymma und Sektion Stylosa) entspricht nicht der natürlichen Verwandtschaft. Für eine neue Gruppierung sind daher weitere Untersuchungen erforderlich. In diese Gruppe gehören beispielsweise:
  - Atriplex acanthocarpa (Torr.) S.Watson, aus Nordamerika
  - Atriplex acutibractea Anderson, aus Australien
  - Atriplex altaica Sukhor., aus Asien
  - Atriplex angulata Benth., aus Australien
  - Atriplex billardierei (Moq.) Hook. f., aus Australien
  - Atriplex canescens (Pursh) Nutt., aus Nordamerika
  - Atriplex centralasiatica Iljin, Asien
  - Atriplex cinerea Poir., aus Australien
  - Atriplex codonocarpa P.G.Wilson, aus Australien
  - Atriplex conduplicata F.Muell., aus Australien
  - Atriplex confertifolia (Torr. & Frém.) S. Watson, aus Nordamerika
  - Atriplex cordobensis Gand. & Stuck., aus Südamerika
  - Atriplex deserticola Phil., aus Südamerika
  - Atriplex dimorphostegia Kar. & Kir.:Sie ist im nördlichen Afrika verbreitet.
  - Atriplex eardleyae Aellen, aus Australien
  - Atriplex elachophylla F.Muell., aus Australien
  - Atriplex fissivalvis F.Muell., aus Australien
  - Atriplex flabellum Bunge ex Boiss., aus Eurasien
  - Atriplex gardneri (Moq.) D.Dietr., aus Nordamerika
  - Atriplex glauca L.: Sie ist auf der Iberischen Halbinsel und in Nordafrika verbreitet.
  - Strauch-Melde (Atriplex halimus L.): Sie ist in Südeuropa, Nordafrika und Südwestasien verbreitet.
  - Atriplex herzogii Standl., aus Nordamerika
  - Atriplex holocarpa F. Muell., aus Australien
  - Atriplex hymenelytra (Torr.) S.Watson, aus Nordamerika
  - Atriplex hymenotheca Moq., aus Australien
  - Atriplex imbricata (Moq.) D.Dietr., aus Südamerika
  - Atriplex inamoena Aellen, aus Eurasien
  - Atriplex intermedia Anderson, aus Australien
  - Atriplex isatidea Moq., aus Australien
  - Gelappte Melde  (Atriplex laciniata L.): Die west- und nordeuropäische Art ist in Deutschland heimisch.
  - Atriplex lampa (Moq.) Gillies ex Small, aus Südamerika
  - Atriplex lehmanniana Bunge, aus Eurasien
  - Atriplex lentiformis (Torr.) S.Watson, aus Nordamerika
  - Atriplex leptocarpa F.Muell., aus Australien
  - Atriplex leucoclada Boiss., aus Eurasien
  - Atriplex leucophylla (Moq.) D.Dietr., aus Nordamerika
  - Atriplex lindleyi Moq., aus Australien
  - Atriplex moneta Bunge ex Boiss., aus Eurasien
  - Atriplex muelleri Benth., aus Australien
  - Atriplex nessorhina S.W.L.Jacobs, aus Australien
  - Atriplex nummularia Lindl., aus Australien
  - Atriplex obovata Moq., aus Nordamerika
  - Atriplex pamirica Iljin, aus Eurasien
  - Atriplex parishii S.Watson, aus Nordamerika
  - Atriplex parryi S.Watson, aus Nordamerika
  - Atriplex parvifolia Kunth, aus Südamerika
  - Atriplex patagonica (Moq.) D.Dietr., aus Südamerika
  - Atriplex phyllostegia (Torr. ex S.Watson) S.Watson, aus Nordamerika
  - Atriplex polycarpa (Torr.) S.Watson, aus Nordamerika
  - Atriplex powellii S.Watson, aus Nordamerika
  - Atriplex pseudocampanulata Aellen, aus Australien
  - Atriplex quinii F.Muell., aus Australien
  - Atriplex recurva d’Urv., aus Eurasien, ein Ägäis-Endemit
  - Atriplex rhagodioides F.Muell., aus Australien
  - Rosen-Melde (Atriplex rosea L.):[6] Sie kommt in Eurasien und Nordafrika vor und ist in Deutschland heimisch
  - Atriplex rusbyi Britton ex Rusby, aus Südamerika
  - Atriplex schugnanica Iljin, aus Asien
  - Atriplex semibaccata R.Br., aus Australien
  - Atriplex semilunaris Aellen, aus Australien
  - Atriplex serenana A.Nelson ex Abrams, aus Nordamerika
  - Atriplex sibirica L. Sie stammt aus Asien und kommt als Adventivpflanze gelegentlich in Deutschland vor.
  - Atriplex sphaeromorpha Iljin: Sie ist in Russland, der Ukraine und der Kaukasusregion heimisch und ist als Adventivpflanze in Deutschland gefunden worden.[8]
  - Atriplex spinibractea Anderson, aus Australien
  - Atriplex spongiosa F.Muell., aus Australien
  - Atriplex stipitata Benth., aus Australien
  - Atriplex sturtii S.W.L.Jacobs, aus Australien
  - Atriplex suberecta I.Verd., aus Australien
  - Tataren-Melde (Atriplex tatarica Aellen): Sie kommt in Europa, Nordafrika und Asien vor und ist in Deutschland heimisch.
  - Atriplex turbinata (Anderson) Aellen, aus Australien
  - Atriplex undulata (Moq.) D.Dietr., aus Südamerika
  - Atriplex velutinella F.Muell., aus Australien
  - Atriplex vesicaria Heward ex Benth., aus Australien
- Noch nicht auf ihre Zugehörigkeit untersucht wurden beispielsweise:
  - Atriplex alaskensis S.Watson: Sie wird auch als Varietät Atriplex gmelinii var. alaskensis (S.Watson) S.L.Welsh zu Atriplex gmelinii C.A.Mey. ex Bong. gestellt.[5]
  - Atriplex amnicola Paul G.Wilson, aus Australien, eingeschleppt auch in Kalifornien
  - Atriplex coronata S.Watson, aus Kalifornien
  - Atriplex heterosperma Bunge, aus Osteuropa
  - Atriplex nuttallii S.Watson, aus Nordamerika

## Trivialname
Der Trivialname Melde (althochdeutsch melda, mittelhochdeutsch melde, meist bezogen auf die Gartenmelde) ist vom „bemehlten“ Aussehen der behaarten Pflanzen abgeleitet.

## Nutzung und wirtschaftliche Bedeutung
Zahlreiche Meldenarten sind essbar. Die Gartenmelde wird seit langem als Gemüse verwendet. Auch die Strauch-Melde sowie Atriplex canescens, Atriplex confertifolia und Atriplex nutallii sind als Nahrungspflanzen gut geeignet. Während der russischen Hungersnot von 1921 verwendeten viele Menschen Melden als Ersatz für Getreide, allerdings verursachte dies besonders bei Kindern die sogenannten „Hungerbäuche“.
Viele Arten sind wichtige Futterpflanzen. So wurden einige Arten, wie Atriplex canescens, aus Australien und Amerika nach Südwest-Asien eingeführt, um dort beweidet zu werden.
Einige Meldenarten werden volksmedizinisch als Heilpflanzen genutzt, beispielsweise die Gartenmelde und Atriplex argentea.
Auch als Zierpflanzen werden Melden gelegentlich angepflanzt, besonders die rotlaubigen Formen der Gartenmelde dienen als Blattschmuck.
Aufgrund der sehr hohen Samenbildungsrate sind einige Meldearten zum „Unkraut“problem im Ackerbau geworden, beispielsweise Atriplex spongiosa.